# Aerolíneas de Baleares
Aerolíneas de Baleares – hiszpańska linia lotnicza z siedzibą w Palma de Mallorca, na Balearach. Głównym węzłem jest port lotniczy Palma de Mallorca.